# Rzecz o mych smutnych dziwkach
Rzecz o mych smutnych dziwkach (hiszp. Memoria de mis putas tristes) – książka autorstwa Gabriela Garcíi Márqueza. Została opublikowana po hiszpańsku w 2004 roku, w Polsce wydana w roku 2005.

## Fabuła
Powieść jest opowieścią o późnej miłości starszego pana do niepełnoletniej dziewicy. Narrator-bohater to dziennikarz, który kiedyś pracował jako dostarczyciel depesz. W chwili opowiadania historii jest już szacownym jubilatem. W dniu swoich 90. urodzin zdobywa się na odwagę, by spełnić swój erotyczny i niemoralny kaprys sprzed lat. Chce spędzić szaloną i upojną noc z niepełnoletnią dziewicą. Ta niecodzienna zachcianka wprowadza w jego nudne, szare, ustabilizowane emeryckie życie niepokój. Niepokój, który okazuje się jego pierwszą i ostatnią młodzieńczą miłością.
Jest to ostatnia książka napisana przez Gabriela Garcíę Márqueza.